# NGC 323
NGC 323 ist eine elliptische Galaxie vom Hubble-Typ E2 im Sternbild Phönix, welche etwa 343 Millionen Lichtjahre von der Milchstraße entfernt ist. 
Sie wurde am 3. Oktober 1834 von dem britischen Astronomen John Herschel entdeckt.